# Arbeitslohnspende
Die Arbeitslohnspende ist ein Verzicht eines Arbeitnehmers auf einen Teil seines Entgelts zugunsten eines bestimmten gemeinnützigen Zwecks. Dabei behält der Arbeitgeber diesen Teil des Arbeitsentgelts ein und überweist ihn an die gemeinnützige oder mildtätige Einrichtung. Der einbehaltene Entgeltanteil bleibt bei der Feststellung des steuerpflichtigen Arbeitslohns unberücksichtigt. Im Gegenzug wird keine Spendenbescheinigung ausgestellt.

## Deutschland
In Deutschland handelt es sich bei der Arbeitslohnspende um eine zeitlich befristete Ausnahmeregelung, die durch das Bundesfinanzministerium ausgesprochen werden kann. Derartige Ausnahmeregelungen wurden insbesondere im Sinne der Katastrophenhilfe zur Unterstützung der Opfer von Naturkatastrophen sowie im Zuge der Flüchtlingskrise in Europa 2015 zur Förderung der Flüchtlingshilfe eingesetzt.
Der als Arbeitslohnspende einbehaltene Entgeltanteil bleibt im zu versteuernden Einkommen unberücksichtigt.
Allerdings können Arbeitnehmer, die eine Pauschalsteuer im Rahmen einer geringfügigen Beschäftigung zahlen, die Spende lediglich bei der Abgabe der Einkommensteuererklärung im Folgejahr geltend machen, weil die Pauschalsteuer auf den einbehaltenen Entgeltanteil entrichtet werden muss.
Die Arbeitslohnspende hat in Deutschland keinen Einfluss auf die Versicherungspflicht im Sinne der deutschen Sozialversicherung. Das heißt, die Sozialversicherungspflicht besteht in dem Umfang weiter, wie wenn kein Entgeltanteil einbehalten und abgeführt würde.
Im Einzelnen wurden derartige Ausnahmeregelungen in folgenden Fällen eingesetzt (ohne Anspruch auf Vollständigkeit):
- im April 2020 zur Förderung der Hilfe für von der Corona-Krise Betroffene,[3]
- im September 2015 zur Förderung der Flüchtlingshilfe,[4]
- im Mai 2015 zur Unterstützung der Opfer des Erdbebens in Nepal 2015,[5]
- im Juni 2014 zur Unterstützung der Opfer des Hochwassers auf dem Balkan,[6]
- im August 2011 zur Unterstützung der Opfer der Hungerkatastrophe in Ostafrika,[7]
- im März 2011 zur Unterstützung der Opfer der Erd- und Seebebenkatastrophe in Japan im März 2011,[8]
- im Februar 2010 zur Unterstützung der Opfer der Erdbeben-Katastrophe im Januar 2010 in Haiti,[9]
- im August 2010 zur Unterstützung der Opfer der Flut-Katastrophe Ende Juli 2010 in Pakistan,[10]
- im September 2005 zur Unterstützung der Opfer der Hochwasserkatastrophe im August 2005 in Süddeutschland,[11]
- im Januar 2005 zur Unterstützung der Opfer der Seebeben-Katastrophe im Dezember 2004 in Indien, Indonesien, Sri Lanka, Thailand, Malaysia, Birma (Myanmar), Bangladesch, auf den Malediven, den Seychellen sowie in Kenia, Tansania und Somalia,[12]
- im Oktober 2002 zur Unterstützung der Opfer der Hochwasserkatastrophe im August 2002.[13]

## Großbritannien
In Großbritannien besteht die Arbeitslohnspende als zeitlich unbefristetes Modell („payroll giving“ oder „give as you earn“) seit 1987. Die Entscheidung, ein „payroll giving“-Schema anzubieten, liegt beim Arbeitgeber; der Arbeitnehmer bestimmt aber üblicherweise, welche gemeinnützige Organisation die Spende empfängt. Viele Unternehmen fügen der Arbeitslohnspende ihrer Arbeitnehmer bis zu einer selbst festgesetzten Höchstgrenze einen ebenso hohen Anteil als zusätzliche Spende bei („matched donation“). Diese Spende des Arbeitgebers ist wiederum als Unternehmensspende steuerabzugsfähig.
Aus steuerrechtlichen Gründen muss der Arbeitgeber das „payroll giving“ über eine Agentur durchführen: über eine „payroll giving agency“. Die Agenturen erheben Gebühren für ihre Arbeit, die je nach Agentur und je nach gewähltem Spendenschema in der Höhe variieren können. Am 24. März 2015 unterzeichnete die britische Regierung eine Vereinbarung mit „payroll giving“-Agenturen, das im Sinne der Transparenz und der Vereinfachung bürokratischer Abläufe erste Schritte hin zu einem einheitlichen Abrechnungsformat vorsieht.
In Großbritannien werden Unternehmen entsprechend ihrem Engagement im Bereich der Arbeitslohnspenden mit Zertifikaten ausgezeichnet („Bronze, Silver, Gold or Platinum Payroll Giving Award Certificate“). Zudem werden jährlich mehrere Preise („Payroll Giving Excellence Awards“) an diejenigen Unternehmen vergeben, die ein besonders hohes Engagement im Sinne ihrer „matched donations“ und ihrer internen Kommunikation (beispielsweise in Form unternehmensinterner Werbekampagnen) gezeigt haben.
Das „payroll giving“ wird in Großbritannien nur in sehr begrenztem Umfang angewendet, von ungefähr 2 % der Arbeitnehmer.

## USA
In den USA ist das „payroll giving“ weiter verbreitet als in Großbritannien. Nach Aussage von The Economist wird es in den USA nicht nur propagiert, sondern es wird dort geradezu erwartet.